# Krajná Poľana
Krajná Poľana est un village de Slovaquie situé dans la région de Prešov.

## Histoire
Première mention écrite du village en 1618.

## Démographie

### Évolution de la population
| Année:               | 1994. | 2004.    | 2014.   | 2024.   |
| -------------------- | ----- | -------- | ------- | ------- |
| Nombre de personnes: | 245   | 214      | 212     | 227     |
| Différence:          |       | -12,65 % | -0,93 % | +7,07 % |

| Année:               | 2023. | 2024. |
| -------------------- | ----- | ----- |
| Nombre de personnes: | 227   | 227   |
| Différence:          |       | +0 %  |